# Nymphon setimanus
Nymphon setimanus är en havsspindelart som beskrevs av Barnard, K.H. 1946. Nymphon setimanus ingår i släktet Nymphon och familjen Nymphonidae. Inga underarter finns listade i Catalogue of Life.